# Yding Skovhøj
De heuveltop Yding Skovhøj ten zuidwesten van de plaats Skanderborg is met 173 meter het hoogste punt van Denemarken.

Deze top is een onderdeel van de lage, golvende heuvelrug die het midden van Jutland vormt en valt nauwelijks als top waar te nemen.

In de buurt ligt de op een na hoogste top, de Ejer Bavnehøj die 171 meter meet.